# La población (álbum)
La Población es el séptimo álbum del cantautor chileno Víctor Jara. Se trata de un álbum conceptual que gira en torno a la pobreza de los campamentos y los trabajadores de Chile. Cuenta con la participación de Isabel Parra en la canción «Lo único que tengo» y la coautoría de Alejandro Sieveking en las letras de la canción «Herminda de La Victoria».
En abril de 2008, la edición chilena de la revista Rolling Stone situó a este álbum como el 17º mejor disco chileno de todos los tiempos.

## Lista de canciones
Todas las canciones escritas y compuestas por Víctor Jara, excepto «Herminda de la Victoria», coescrita con Alejandro Sieveking. 
| N.º   | Título                          | Intérprete                           | Duración |  |
| 1.    | «Lo único que tengo»            | Isabel Parra                         | 3:20     |  |
| 2.    | «En el río Mapocho»             | Víctor Jara, Huamarí                 | 3:42     |  |
| 3.    | «Luchín»                        | Víctor Jara                          | 3:13     |  |
| 4.    | «La toma - 16 de marzo de 1967» | Víctor Jara, Huamarí, Bélgica Castro | 7:14     |  |
| 5.    | «La carpa de las coligüillas»   | Víctor Jara, Cantamaranto            | 2:43     |  |
| 6.    | «El hombre es un creador»       | Víctor Jara                          | 2:15     |  |
| 7.    | «Herminda de la Victoria»       | Víctor Jara, Cantamaranto            | 4:00     |  |
| 8.    | «Sacando pecho y brazo»         | Víctor Jara                          | 2:34     |  |
| 9.    | «Marcha de los pobladores»      | Todos                                | 3:24     |  |
| 32:25 |                                 |                                      |          |  |